# مخترق أمني
المخترق
أو القرصان
أو العابث
أو الهاكِر (بالإنجليزية: security hacker) هو شخص يقوم بفحص واستكشاف طرق وأساليب لاختراق واستغلال ثغرات أمنية موجودة في أنظمة الحاسوب أو أنظمة الشبكة. بشكل رئيسي يقوم هؤلاء المخترقين بهذه الممارسة نتيجة إلى عدة أسباب رئيسية منها كسب المال، اقتناء المعلومات، بعض التحديات والهوايات أو لغرض فحص الأجهزة أو الأنظمة الأمنية بنية تحسين الأداء وحماية الأنظمة من المخترقين. غالبا معظم المخترقين الأمنيين يكونوا تحت مسمى ثقافة فرعية ناشئة تدعي بالعالم الحاسوبي الخفي.
هنالك جدل كثير ومطول حول مفهوم كلمة «مخترق»، حيث أن هذا الجدل يتمحور في أن معنى هذه الكلمة لاتليق بمفهوما القائم حاليا لدى أغلب الناس. يعتقدون مبرمجين الحاسوب بأن كلمة "hacker" تعود إلى شخص متمكن ومتقن علوم الحاسب وعلوم الشبكة، بينما كلمة " cracker" تعود في الأصل إلى ذلك المخترق الأمني، الشخص الذي يحاول دائما أن يخترق النظام الأمني والحواسيب. يندرج المخترق الأمني تحت اسم القبعة السوادء (مخترق)، بينما يعرف خبير الأمن السيبراني بالقبعة البيضاء (قرصان أبيض القبعة).

## نبذة تاريخية

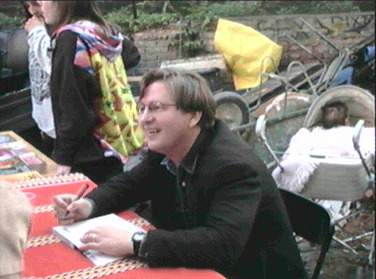
بروس سترلنج، مؤلف كتاب The Hacker Crackdown

في عالم الأمن الحاسوبي، المخترق ببساطة يقوم بالتركيز على بعض الميكانيكيات والتكتيكات المتعلقة في أجهزة الحاسب وأنظمة الشبكة. رغم تلك المحاولات والجهود التي يقوم فيها بعض النشطاء والمجتهدين أو الخبراء الأمنيين لتقوية تلك الميكانيكيات لتكون غير قابلة للاختراق، إلى أن الإعلام بشكل مباشر وغير مباشر يصور تلك الجهود على أنها محاولات شريرة وهزيلة تقوم لغرض غير شرعي أو شريف. لكن ورغم ذلك يوجد البعض من الناس من يرى بأن هذه محاولات إيجابية تقوم بشكل عام لتحسين الأداء والنظام الأمني. مصطلح (القبعة البيضاء) يوصف للأشخاص المصرحيين أو مايدعى بالمخترقيين الأخلاقيين، وهؤلاء يقومون باستخدام وسائل الاختراق لغايات سامية وشريفة تعود بالنفع والمصلحة العامة. أصحاب القبعة البيضاء أصبحوا يشكلون جزء رئيسي وكبير في مجالات أمن المعلومات اليوم. يتم تشغيل مثل هؤلاء النخبة من الناس وفق معايير وشروط تقوم أولا في حماية أجهزة المستخدمين من الاختراق ثم تقوم بالسماح لهم بطريقة قانونية لاختراق واكتشاف أي عطل وثغرات أمنية أخرى متواجدة.
يُطلق على الثقافة الفرعية المحيطة بمثل هؤلاء المتسللين ثقافة الشبكة الفرعية للمتسللين، أو مشهد المتسللين، أو ثقافة الكمبيوتر تحت الأرض. تم تطوير تلك المصطلحات في البداية في سياق التصفيق خلال الستينيات ومشهد BBS للحواسيب الصغيرة في الثمانينات. وكل تلك المفاهيم والمصطلحات هي متعلقة مع 2600: The Hacker Quarterly ومجموعة الأخبار Alt.2600.
في عام 1980، استخدم مقال في عدد شهر أغسطس من مجلة Psychology Today (مع تعليق من فيليب زيمباردو) مصطلح "hacker" في عنوانه: "The Hacker Papers". لقد كانت مقتطفات من مناقشة لوحة نشرة ستانفورد حول الطبيعة التي تسبب الإدمان لاستخدام الكمبيوتر. وفي فيلم 1982 Tron، يصف كيفن فلين (جيف بريدجز) نواياه لاقتحام نظام الكمبيوتر الخاص بشركة ENCOM، قائلاً «لقد كنت أقوم بعمليات قرصنة هنا قليلاً». CLU هو البرنامج الذي يستخدمه لهذا الغرض. وبحلول عام 1983، كان الاختراق بمعنى كسر أمان الكمبيوتر قد تم استخدامه بالفعل كمصطلح كمبيوتر، لكن لم يكن هناك وعي عام بمثل هذه الأنشطة. ومع ذلك، فإن إصدار فيلم WarGames في ذلك العام، والذي يتضمن اقتحام جهاز كمبيوتر إلى NORAD، أثار اعتقاد الجمهور بأن المتسللين لأمن الكمبيوتر (وخاصة المراهقين) قد يشكلون تهديدًا للأمن القومي. أصبح هذا القلق حقيقيًا، في نفس العام، عندما اقتحمت عصابة من المتسللين المراهقين في ميلووكي، ويسكونسن، المعروفة باسم The 414s، أنظمة الكمبيوتر في جميع أنحاء الولايات المتحدة وكندا، بما في ذلك أنظمة مختبر لوس ألاموس الوطني، مركز سلون كيترينج للسرطان والأمن بنك المحيط الهادئ. وسرعان ما نمت القضية اهتمام وسائل الإعلام، وبرز نيل باتريك، البالغ من العمر 17 عامًا، كمتحدث باسم العصابة، بما في ذلك قصة غلاف في مجلة نيوزويك بعنوان «احذر: هاكر في اللعب»، مع صورة باتريك على الغلاف. يبدو بأن مقالة Newsweek هي أول استخدام لكلمة "hacker" من قبل وسائل الإعلام الرئيسية بالمعنى الازدرائي.
تحت ضغط التغطية الإعلامية، دعا عضو الكونغرس دان غليكمان إلى إجراء تحقيق وبدأ العمل على وضع قوانين جديدة ضد القرصنة على الكمبيوتر. أدلى نيل باتريك بشهادته أمام مجلس النواب الأمريكي في يوم 26 من شهر سبتمبر بعام 1983، حول مخاطر القرصنة الحاسوبية، وتم تقديم ستة مشاريع قوانين تتعلق بجرائم الكمبيوتر في مجلس النواب في ذلك العام. نتيجة لهذه القوانين ضد تجريم الكمبيوتر، تحاول القبعة البيضاء والقبعة الرمادية وقراصنة القبعة السوداء تمييز أنفسهم عن بعضهم البعض، وهذا يتوقف على قانونية أنشطتهم. يتم التعبير عن هذه الصراعات الأخلاقية في "The Hacker Manifesto" الصادر عن The Mentor، والذي نشر عام 1986 في Phrack.
تم استخدام مصطلح «الهاكر» الذي يعني «مجرم الكمبيوتر» أيضًا بواسطة عنوان "Stalking the Wily Hacker"، وهو مقال لكليفورد ستول في عدد شهر مايو بعام 1988 من "Communications of the ACM". في وقت لاحق من ذلك العام، أثار إطلاق روبرت تابان موريس جونيور لما يسمى دودة موريس وسائل الإعلام الشعبية لنشر هذا الاستخدام. إن شعبية كتاب ستول (The Cuckoo's Egg)، التي نُشرت بعد عام واحد، زادت من ترسيخ المصطلح في وعي الجمهور.

## التصنيفات العامة للمخترقين
هناك العديد من المسميات والوظائف المطروحة حاليا والمنتشرة، ولكن تم إنشاء مصطلحات أمنية حاسوبية شهيرة تقوم بدور مهم وهو بتجزئة أو تعريف الفرق بين كل دور/شخص تحت مجال الأمن الإلكتروني العام، ولتمكين الفرد من معرفة مع من يتعامل أو ماذا يعمل.أيضا تم استبعاد بعض المجموعات أو التصانيف/المسميات الغير متفق عليها.
وفقا لما يقوله د. كليفورد، المصطلح (cracker) هو عامة ينسب للشخص الذي يقوم بالدخول على جهاز حاسوبي بطريقة غير شرعية بغرض غير شريف مثل اختلاق جريمة إلكترونية أو تدمير معلومات هامة في نظام ذلك الحاسب.

### القبعة البيضاء
حاملون هذا التصنيف هم أناس مخترقين أخلاقيين ومصرحين يقومون بممارسة الاختراق الأمني لأجل سامي وشريف. على سبيل المثال، اختراق أنظمة الشركات التي يعملون لديها من أجل اكتشاف مناطق القوة والضعف، أو محاولة اختراق النظام الأمني للشركة من أجل التأكد من مدى فعالية أجهزة حماية الشبكة الموجودة، أو الاختراق لمجرد الكشف عن عيوب وثغرات أمنية. مصطلح القبعة البيضاء هو شبيه جدا للمصطلح المندرج حاليا (المخترق الأخلاقي) أو بالإنجليزية (Ethical Hacker).

### القبعة السوداء
أصحاب القبعة السوداء هم أناس يمارسون عمليات الاختراق لأسباب خبيثه قد تفوق على ممارسات شرعية كثيرة مثل انتهاك الخصوصية واختراق أجهزة حاسوبية في سبيل المصلحة الشخصية.
هذه المصطلح الشهير كان قد قام بصياغته ريتشارد ستولمن، وكان الهدف من تصنيف هذه المصطلحات بهذا الشكل من أجل التفرقة بين من يمارس الاختراق لأجل المصلحة، وبين من يمارس الاختراق لأجل الهواية أو اللعب. مخترقين القبعة السوداء هم في الغالب من أكثر التصانيف الشعبية المشهورة التي يخافها غالب الناس لأنهم هم في الأساس من يشكلون الخطر الحقيقي وراء القرصنة الحاسوبية.

### القبعة الرمادية
يقع المخترق صاحب القبعة الرمادية مابين المخترقيين الأخلاقيين (القبعة البيضاء) ومابين المخترقيين الغير شرعيين (القبعة السوداء). على سبيل المثال، من الممكن حدوث خلل أمني في النظام، بعد ذلك يقوم هذا المخترق الرمادي بإبلاغ مسؤول النظام عن ذلك العيب الأمني من خلال التسلل إلى النطام نفسه بواسطة أساليب الاختراق. من هذا المنطلق، ربما يقوم هؤلاء المتسللون أو أصحاب القبعة الرمادية بطلب مبالغ مالية نتيجة إبلاغهم الأمني أو طلب رسوم لحل مشاكل أمنية موجودة في أنظمة المسؤولين.
علاوة على ذلك، قد يقوم مثل هؤلاء المخترقين بنشر وكشف هذه الثغرات الأمنية على الملأ، مثلا بعرض المشاكل الأمنية أوحلولها في بعض المواقع الإلكترنية لعامة الناس وليس لفئة معينة. ليس بالضرورة لأصحاب القبعة الرمادية الاهتمام بالمصلحة الشخصية أو الوصول إلى جهاز معين والدخول عليه بطريقة غير شرعية، لأن هذا بالأصل يعتبر غير قانوني وغير أخلاقي أيضا.

### نخبة القراصنة
نخبة القراصنة هم مجموعة مخترقين وقراصنة حاسوب تتميز بمهارات اختراقية عالية وتشتهر بسرعة اكتشافها للثغراث الغير مكشوفة للعموم. أيضا، تتميز هذه المجموعات بعدد أعضائها ومساهمينها ويتميزون أيضا بقوة وشفافية المصداقية بين هذه النخبة ومشتركيها أو أعضائها. يوجد مثال حي على مجموعة نخبة من القراصنة مثل (أساتذة الخداع).

### الطفيليون أو مجموعة الطفيليين
الطفيليين هم أناس غير مهاريين يقومون بممارسة الاختراق بواسطة أدوات وبرامج جاهزة تساعد هؤلاء المستخدمين بالتنصت أو الاختراق، وهم بالعادة يقومون بمثل هذه الممارسات من أجل المتعة أو اللعب. هؤلاء المخترقين يقومون بتشغيل أدوات برمجية آلية التشغيل كانت قد تمت برمجتها من أناس محترفين في هذا المجال مثل أصحاب القبعة السودا. لذا جاء هذا المسمى من أصل كلمة (طفل) بمعنى شخص لايفقه مايدور خلف الكواليس ولا يوجد لديه خبرة مهنية أو احترافية في قواعد الاختراق.

### المبتدئين/المعتنقين الجدد
المبتدئ («مبتدئ»، أو "noob") هو شخص جديد على القرصنة أو التزوير أو الاختراق وليس لديه أي معرفة أو خبرة تقريبًا في أعمال التكنولوجيا وعالم القرصنة.

### القبعة الزرقاء
قراصنة القبعة الزرقاء هم أشخاص يعملون في مجال خارجي تحت نطاق تشغيل واختبار الأنظمة قبل توزيعها للمستخدمين، حيث يقومون بالعديد من الاختبارات لأجل الكشف عن المداخل والثغرات المحتمل وجودوها في هذه الأنظمة. شركة مايكروسوفت أيضا تستخدم هذه المصطلح (القبعة الزرقاء) في الكثير من التوعية لديها تحت نطاق الإحاطة الأمنية.

### المتسلل
المتسلل أو (Hacktivist) هو المتسلل الذي يستخدم التكنولوجيا لنشر رسالة اجتماعية أو أيديولوجية أو دينية أو سياسية.
يمكن تقسيم الاختراق إلى مجموعتين رئيسيتين وهما:
- الإرهاب الإلكتروني - الأنشطة التي تنطوي على تشويه موقع الويب أو هجمات رفض الخدمة؛ و،
- حرية المعلومات  - جعل المعلومات غير متاحة للجمهور، أو متاحة للجمهور بتنسيقات غير قابلة للقراءة آلياً، للجمهور.

### الفئة القومية
وهم وكالات الاستخبارات ونشطاء الحرب الإلكترونية في الدول القومية.

### العصابات الإجرامية المنظمة
وهم مجموعات من المتسللين الذين يقومون بأنشطة إجرامية منظمة من أجل الربح.

## الهجمات
الطريقة المعتادة في الهجوم على النظام المتصل بالإنترنت هي:
1. تعداد الشبكة: اكتشاف معلومات حول الهدف المقصود.
2. تحليل الثغرات الأمنية: تحديد الطرق المحتملة للهجوم.
3. الاستغلال: محاولة اختراق النظام عن طريق استخدام الثغرات الموجودة في تحليل الثغرة الأمنية.[25]

من أجل القيام بذلك، هناك العديد من الأدوات المتكررة للتجارة والتقنيات المستخدمة من قبل مجرمي الكمبيوتر وخبراء الأمن.

### إستغلال الأمن
استغلال الأمان هو تطبيق مُعد يستفيد من ضعف معروف. الأمثلة الشائعة على مآثر الأمان هي حقن SQL، والبرمجة عبر المواقع، وتزوير الطلبات عبر المواقع مما يسيء إلى الثقوب الأمنية التي قد تنجم عن ممارسة البرمجة دون المستوى المطلوب. سيتم استخدام مآثر أخرى من خلال بروتوكول نقل الملفات (FTP) وبروتوكول نقل النص التشعبي (HTTP) وPHP وSSH وTelnet وبعض صفحات الويب. هذه كلها هجمات شائعة جدًا في اختراق مواقع الويب ومواقع التصفح الأخرى.

### تقنيات وطرق
الماسح الضوئي لكشف الثغرات الأمنيةالماسح الضوئي هو أداة تستخدم لفحص أجهزة الكمبيوتر على شبكة بسرعة بحثاً عن نقاط الضعف المعروفة. يستخدم المتسللون عادةً ماسحات المنفذ. يتم التحقق من هذه المنافذ لمعرفة أي المنافذ على جهاز كمبيوتر محدد كمنفذ «مفتوح» أو «متاح» للوصول إلى الكمبيوتر، وفي بعض الأحيان سوف يكتشف البرنامج أو الخدمة التي يتم الاستماع إليها على هذا المنفذ، ورقم الإصدار الخاص به. (جدران الحماية تدافع عن أجهزة الكمبيوتر من المتطفلين عن طريق الحد من الوصول إلى المنافذ والأجهزة، ولكن لا يزال من الممكن التحايل عليها.)
العثور على نقاط الضعفقد يحاول المتسللون أيضًا العثور على نقاط الضعف يدويًا. تتمثل الطريقة الشائعة في البحث عن الثغرات المحتملة في رمز نظام الكمبيوتر ثم اختبارها، وفي بعض الأحيان عكس هندسة البرنامج إذا لم يتم توفير الكود. يمكن للمتسللين ذوي الخبرة العثور بسهولة على أنماط في التعليمات البرمجية للعثور على نقاط الضعف الشائعة.
هجوم القوة الغاشمة/العمياءيكمن هذا الهجوم في تخمين كلمة المرور. هذه الطريقة سريعة جدًا عند استخدامها للتحقق من جميع كلمات المرور القصيرة، ولكن بالنسبة لكلمات المرور الأطول، يتم استخدام طرق أخرى مثل هجوم القاموس، نظرًا للوقت الذي تستغرقه عملية البحث باستخدام القوة الغاشمة.
تكسير كلمة السرتشقق أو كسر كلمة المرور هي عملية استرداد كلمات المرور من البيانات التي تم تخزينها أو نقلها بواسطة نظام الكمبيوتر. تتضمن الطرق الشائعة محاولة تخمين كلمة المرور مرارًا وتكرارًا، وتجربة كلمات المرور الأكثر شيوعًا يدويًا، ومحاولة تكرار كلمات المرور من «قاموس» أو ملف نصي يحتوي على العديد من كلمات المرور.
محلل الحزمةمحلل الحزم ("packet sniffer") هو تطبيق يلتقط حزم البيانات، والتي يمكن استخدامها لالتقاط كلمات المرور وغيرها من البيانات أثناء نقلها عبر الشبكة.
انتحال الهجوم (التصيد)
يتضمن هجوم الانتحال برنامجًا أو نظامًا أو موقع ويب يتنكر بنجاح كموقع آخر عن طريق تزوير البيانات وبالتالي يتم التعامل معه كنظام موثوق به من قبل مستخدم أو برنامج آخر   - عادةً لخداع البرامج أو الأنظمة أو المستخدمين للكشف عن المعلومات السرية، مثل أسماء المستخدمين وكلمات المرور.
الجذور الخفيةبرنامج rootkit هو برنامج يستخدم طرقًا منخفضة المستوى يصعب اكتشافها لتخريب التحكم في نظام التشغيل عن مشغليه الشرعيين. عادةً ما تحجب Rootkits تثبيتها ومحاولة منع إزالتها من خلال تخريب أمان النظام القياسي. قد تتضمن بدائل لنظام ثنائيات النظام، مما يجعل من المستحيل عمليا اكتشافها عن طريق فحص جداول العملية.
الهندسة الاجتماعيةفي المرحلة الثانية من عملية الاستهداف، غالبًا ما يستخدم المتسللون أساليب الهندسة الاجتماعية للحصول على معلومات كافية للوصول إلى الشبكة. قد يتصلون المتسللون بمسؤول النظام ويتهيئون ويتمثلون كمستخدم لا يستطيع الوصول إلى نظامه. تم تصوير هذه التقنية في فيلم Hackers بعام 1995، عندما يقوم بطل الرواية Dade "Zero Cool" Murphy باستدعاء موظف جاهل إلى حد ما مسؤول عن الأمن في شبكة تلفزيونية. وباعتباره محاسبًا يعمل في نفس الشركة، يخدع دايد الموظف بمنحه رقم هاتف المودم حتى يتمكن من الوصول إلى نظام الكمبيوتر الخاص بالشركة.
يجب أن يكون للمتسللين الذين يستخدمون هذه التقنية شخصيات رائعة وجذابة، وأن يكونوا على دراية بممارسات الأمان الخاصة بالهدف، من أجل خداع مسؤول النظام لإعطائهم معلومات. في بعض الحالات، يقوم موظف مكتب المساعدة ذو خبرة أمنية محدودة بالرد على الهاتف ويكون من السهل نسبيًا خداعه. هناك طريقة أخرى تتمثل في قيام القراصنة بالتمثيل على طريقة المشرف الغاضب، وعندما يتم التشكيك في سلطته، يهددون بفصل عامل مكتب المساعدة. الهندسة الاجتماعية فعالة للغاية، لأن المستخدمين هم الجزء الأكثر ضعفا في المنظمة. لا توجد أجهزة أو برامج أمنية يمكنها أن تبقي المؤسسة آمنة إذا كشف الموظف عن كلمة مرور لشخص غير مصرح له. يمكن تقسيم الهندسة الاجتماعية إلى أربع مجموعات فرعية:
- التخويف كما هو الحال في تقنية «المشرف الغاضب» أعلاه، يقنع المتسلل الشخص الذي يرد على الهاتف بأن وظيفته في خطر ما لم يساعدهم. عند هذه النقطة، يقبل العديد من الأشخاص أن المتسلل هو المشرف ويقدم لهم المعلومات التي يبحثون عنها.
- المساعدة - على عكس التخويف، تستغل طرق المساعدة الغريزة الطبيعية للعديد من الأشخاص لمساعدة الآخرين على حل المشكلات. بدلا من التصرف بغضب، يكون التصرف هنا قلقاً وعاطفياً. مكتب المساعدة في المؤسسات هو الأكثر عرضة لهذا النوع من الهندسة الاجتماعية، (أ)- الغرض العام منه هو مساعدة الناس؛ و (ب)- عادة ما يكون لها سلطة تغيير أو إعادة تعيين كلمات المرور، وهذا هو بالضبط ما يريده المتسلل.
- إسقاط الاسم يستخدم المتسلل أسماء المستخدمين المصرح لهم لإقناع الشخص الذي يجيب على الهاتف بأن المتسلل هو مستخدم شرعي له أو لها. يمكن بسهولة الحصول على بعض هذه الأسماء، مثل أسماء أصحاب صفحات الويب أو مسؤولي الشركة، عبر الإنترنت. من المعروف أيضًا أن المتسللين حصلوا على أسماء من خلال فحص المستندات المهملة ("dumpster diving").
- التقنية باستخدام التكنولوجيا هي أيضا وسيلة للحصول على المعلومات. يمكن للمتسلل إرسال فاكس أو بريد إلكتروني إلى مستخدم شرعي، وطلب استجابة تحتوي على معلومات حيوية. قد يدعي المتسلل أنه متورط في إنفاذ القانون ويحتاج إلى بيانات معينة للتحقيق أو لأغراض حفظ السجلات.

أحصنة طروادةحصان طروادة هو برنامج يبدو أنه يفعل شيئًا ما (فعل ايجابي) ولكنه يقوم بعمل آخر (فعل سلبي). يمكن استخدامه لإنشاء باب خلفي في نظام الكمبيوتر، مما يمكّن المتسلل من الوصول إليه لاحقًا. (يشير الاسم إلى الحصان من حرب طروادة، مع وظيفة مماثلة من الناحية المفاهيمية لخداع المدافعين عن طريق إدخال متسلل إلى منطقة محمية).
فيروس الكمبيوترالفيروس هو برنامج متماثل ذاتيًا ينتشر عن طريق إدخال نسخ منه في التعليمات البرمجية أو المستندات القابلة للتنفيذ الأخرى. من خلال القيام بذلك، يتصرف بشكل مشابه لفيروس بيولوجي ينتشر عن طريق إدخال نفسه في الخلايا الحية. في حين أن بعض الفيروسات غير ضارة أو مجرد خدعة، فإن معظمها يعتبر ضارًا.
دودة الكمبيوترمثل الفيروس، الدودة هي أيضًا برنامج نسخ ذاتي. إنه يختلف عن الفيروس في أنها: (أ)- تنتشر عبر شبكات الكمبيوتر دون تدخل المستخدم؛ و (ب)- لا يحتاج إلى ربط نفسها إلى برنامج موجود. ومع ذلك، يستخدم الكثير من الناس مصطلحي «فيروس» و «دودة» بشكل متبادل لوصف أي برنامج ينتشر ذاتيًا.
تسجيل ضربة المفتاحأداة keylogger هي أداة مصممة لتسجيل ("log") كل ضغطة على جهاز متأثر لاستعادتها لاحقًا، عادةً للسماح لمستخدم هذه الأداة بالوصول إلى المعلومات السرية المكتوبة على الجهاز المتأثر. يستخدم بعض keyloggers أساليب مشابهة للفيروسات وأحصنة طروادة والجذور الخفية لإخفاء أنفسهم. ومع ذلك، يتم استخدام بعضها لأغراض مشروعة، أو حتى لتعزيز أمن الكمبيوتر. على سبيل المثال، قد تحتفظ شركة تجارية براصد ضربات لوحات المفاتيح على جهاز كمبيوتر يستخدم في نقطة البيع للكشف عن أدلة على تزوير الموظفين.
أنماط الهجوميتم تعريف أنماط الهجوم على أنها سلسلة من الخطوات القابلة للتكرار التي يمكن تطبيقها لمحاكاة هجوم ضد أمن النظام. يمكن استخدامها لأغراض الاختبار أو تحديد مواطن الضعف المحتملة. كما أنها توفر، سواء جسديا أو في إشارة، نمط حل مشترك لمنع هجوم معين.
الأدوات والإجراءات
يمكن العثور على فحص شامل لأدوات وإجراءات المتسللين في مصنف شهادات E | CSA الخاص ببرنامج Cengage Learning.

## قراصنة الأمن البارزين
- أندرو أورنهايمر، الذي حُكم عليه بالسجن لمدة 3 سنوات، هو أحد المتسللين القبعة الرمادية الذين كشفت مجموعتهم الأمنية Goatse Security عن ثغرة في أمان iPad لأجهزة AT&T.
- دان كامينسكي  [لغات أخرى]‏ هو خبير في نظام أسماء النطاقات كشف عيوبًا متعددة في البروتوكول وحقق في مشكلات أمان الجذور الخفية الخاصة بسوني في عام 2005. وتحدث أمام مجلس شيوخ الولايات المتحدة حول قضايا التكنولوجيا.
- إد كامينغز (المعروف أيضًا باسم بيرني إس) هو كاتب قديم لـ 2600: The Hacker Quarterly. في عام 1995، قُبض عليه ووجهت إليه تهمة حيازة التكنولوجيا التي يمكن استخدامها لأغراض احتيالية، ووضع سوابق قانونية بعد حرمانه من جلسة الاستماع بكفالة ومحاكمة سريعة.
- إريك كورلي (المعروف أيضًا باسم إيمانويل جولدشتاين) هو ناشر قديم لـ 2600: The Hacker Quarterly. وهو أيضًا مؤسس مؤتمرات Hackers on Planet Earth (HOPE). لقد كان جزءًا من مجتمع الهاكرز منذ أواخر السبعينيات.

كانت سوزان هيدلي (المعروفة أيضًا باسم سوزان ثاندر)، مخترقة قرصنة أمريكية نشطة خلال أواخر السبعينيات وأوائل الثمانينيات من القرن العشرين، وقد حظيت باحترام واسع بسبب خبرتها في الهندسة الاجتماعية، والذرائع، والتخريب النفسي. انخرطت بشدة في التهجم مع كيفين ميتنيك ولويس دي باين في لوس أنجلوس، لكنها في وقت لاحق وضعت لهما تهم لمحو ملفات أنظمة في الولايات المتحدة في نظام للتأجير بعد أن تم سقوطه، مما أدى إلى إدانة ميتنيك.
- غاري ماكينون هو مخترق قرصنة اسكتلندي كان في طريقه إلى التسليم إلى الولايات المتحدة لمواجهة تهم جنائية. دعا العديد من الأشخاص في المملكة المتحدة السلطات إلى التساهل مع ماكينون، الذي يعاني من متلازمة أسبرجر وهو مرض نفسي.[32]

جوردون ليون، المعروف باسم Fyodor، قام بتأليف Nmap Security Scanner بالإضافة إلى العديد من كتب ومواقع أمان الشبكة. وهو عضو مؤسس في مشروع Honeynet ونائب رئيس محترفي الكمبيوتر من أجل المسؤولية الاجتماعية.
- Guccifer 2.0، الذي ادعى أنه اخترق شبكة الكمبيوتر اللجنة الوطنية الديمقراطية (DNC)
- جيكوب أبلباوم هو محام وباحث أمن ومطور لمشروع تور. يتحدث دوليا عن استخدام Tor من قبل مجموعات حقوق الإنسان وغيرها من الجهات المعنية حول إخفاء الهوية والرقابة على الإنترنت.
- جوانا رتكوفسكا هي باحثة بولندية في مجال أمن الكمبيوتر قامت بتطوير الحبة الزرقاؤ أدوات التأصيل وكيوبز أو إس.
- Jude Milhon (المعروف باسم St. Jude) كان أحد المتسللين والناشطين الأمريكيين، وهو عضو مؤسس في حركة سايفربانك، وواحد من المبدعين لـ Community Memory، وهو أول نظام عام للوحات الإعلانات المحوسبة.[33]
- كيفن ميتنيك هو مستشار ومؤلف أمن الكمبيوتر، وكان سابقًا أكثر المجرمين المطلوبين في تاريخ الولايات المتحدة.[34]
- كان لين ساسامان مبرمج كمبيوتر هندسياً وتقنيًا وكان أيضًا من دعاة الخصوصية.
- ميريديث ل. باترسون هو تقني وعالم بيولوجي مشهور قدم بحثًا مع دان كامينسكي ولين ساسمان في العديد من مؤتمرات الأمن والقراصنة الدولية.
- Kimberley Vanvaeck (المعروف باسم Gigabyte) هو متسلل بلجيكي معروف لكتابته أول فيروس في C#.[35]
- ميتشا زاليفسكي (lcamtuf) هو باحث أمني بارز.
- كان رافائيل نونيز، المعروف أيضًا باسم RaFa، متسللًا سيئ السمعة سعى إليه مكتب التحقيقات الفيدرالي في عام 2001. ومنذ ذلك الحين أصبح مستشارًا محترمًا لأمن الكمبيوتر ودافعًا عن سلامة الأطفال عبر الإنترنت.
- Solar Designer هو الاسم المستعار لمؤسس مشروع Openwall.
- كين غامبل، الذي حُكم عليه بالسجن لمدة عامين في سجن الشباب، وهو مصاب بالتوحد، تمكن من الوصول إلى معلومات حساسة للغاية ومعلومات لمسؤولين مخابرات أمريكيين بارزين «إرهابيين عبر الإنترنت» مثل رئيس وكالة الاستخبارات المركزية آنذاك جون برينان أو مدير الاستخبارات الوطنية جيمس كلابر.[36][37][38]

## الجمارك
أنتجت مجتمعات القرصنة والاختراق مثل مجتمعات «الكمبيوتر تحت الأرض» اللغات العامية الخاصة بها، مثل 1337speak. غالبًا ما يدافع أعضاؤها عن حرية المعلومات، ويعارضون بشدة مبادئ حقوق الطبع والنشر، وكذلك حقوق حرية التعبير والخصوصية. يشار إلى كتابة البرامج وتنفيذ الأنشطة الأخرى لدعم هذه الآراء باسم الاختراق. يعتبر البعض أن التصدع غير المشروع له ما يبرره أخلاقياً لهذه الأهداف ؛ نموذج شائع هي عمليات تشويه الموقع. تتم مقارنة الكمبيوتر تحت الأرض في كثير من الأحيان إلى الغرب المتوحش. من الشائع جداً أن يستخدم المتسللون الأسماء المستعارة لإخفاء هوياتهم.

## مجتمعات الاختراق والإتفاقيات
ويدعم الكمبيوتر تحت الأرض من قبل التجمعات الحقيقية في العالم الحقيقي على سبيل المثال «اتفاقيات القراصنة» أو «سلبيات القراصنة». وتشمل هذه الأحداث إنشاء مؤتمرات قرصنة معروفة مثل SummerCon (Summer)، DEF CON، HoHoCon (Christmas)، ShmooCon (February)، BlackHat، Chaos Communication Congress، AthCon، Hacker Halted، HOPE. تقوم مجموعات Hackfest المحلية بتنظيم مؤتمرات تنافسية وذلك لتطوير مهاراتهم وأيضاً من الممكن أن تتم عمليات التنافس عبر إرسال عدة فرق إلى مؤتمرات بارزة للتنافس في مجموعة pentesting والاستغلال الأمني وعلوم تحليل الأدلة الجنائية على نطاق أوسع. أصبحت مجموعات القراصنة شائعة في أوائل الثمانينيات، حيث توفر الوصول إلى معلومات القرصنة والموارد، وتعتبر أيضاً مكانًا للتعلم بالنسبة للأعضاء الآخرين. توفر أنظمة لوحات النشر بالحاسوب (BBS)، مثل Utopias، منصات لتبادل المعلومات عبر مودم الطلب الهاتفي. يمكن للمتسللين أيضًا اكتساب مصداقية من خلال الارتباط بجماعات النخبة.

## عواقب القرصنة الخبيثة

### الهند
| القسم | الجريمة | العقاب                                                         |
| ----- | --- | -------------------------------------------------------------- |
| 65    | العبث بمستندات مصدر الكمبيوتر - الإخفاء المتعمد لكود المصدر أو إتلافه أو تغييره عندما يكون قانون مصدر الكمبيوتر مطلوبًا للاحتفاظ به أو الاحتفاظ به بموجب القانون في الوقت الحالي | السجن لمدة تصل إلى ثلاث سنوات، أو مع غرامة تصل إلى 20000 روبية |
| 66    | الاختراق | السجن لمدة تصل إلى ثلاث سنوات، أو مع غرامة تصل إلى 50000 روبية |

### هولندا
المادة 138ab من قانون هولندا "Wetboek" فإن الاختراق أو التسلل محظور بتاتاً، ويعتبر بأن مرتكب عمليات الاختراق أو مايشابهها من الحيل هو بمثابة الدخيل الغير شرعي على العمل الآلي أو جزء منه مع النية، وهو مخالف للقانون. يُعرَّف القانون الهولندي الاختراق بأنه الوصول عن طريق:
- هزيمة التدابير الأمنية.
- بالوسائل التقنية.
- بواسطة إشارات خاطئة أو مفتاح تشفير خاطئ.
- عن طريق استخدام أسماء المستخدمين وكلمات المرور المسروقة.

العقوبة هي الحبس لمدة تصل إلى سنة واحدة كحد أقصى أو غرامة من الفئة الرابعة.

### الولايات المتحدة الأمريكية
الولايات المتحدة تحظر المادة 1030، المعروفة أكثر باسم قانون الاحتيال وإساءة استخدام الكمبيوتر، وهو بمعنى آخر (الوصول غير المصرح به أو تلف «أجهزة الكمبيوتر المحمية»). تم تعريف «أجهزة الكمبيوتر المحمية» في 18 ولاية أمريكية. § 1030 (هـ) (2) على النحو التالي:
- جهاز كمبيوتر مخصص حصريًا لاستخدام مؤسسة مالية أو حكومة الولايات المتحدة، أو في حالة استخدام جهاز كمبيوتر ليس لهذا الاستخدام حصريًا، أو تستخدمه مؤسسة مالية أو حكومة الولايات المتحدة أو لصالحها، ويؤثر السلوك الذي يشكل الجرم في ذلك استخدام من قبل أو من أجل المؤسسة المالية أو الحكومة.
- جهاز كمبيوتر يُستخدم في التجارة أو الاتصالات بين الولايات أو يؤثر عليها، بما في ذلك جهاز كمبيوتر موجود خارج الولايات المتحدة يتم استخدامه بطريقة تؤثر على التجارة بين الولايات أو التجارة الخارجية أو الاتصالات في الولايات المتحدة ؛

يعتمد الحد الأقصى للسجن أو الغرامة على انتهاكات قانون الاحتيال وإساءة استخدام الكمبيوتر على شدة الانتهاك وتاريخ ارتكاب الجاني للانتهاكات بموجب القانون.

## القرصنة ووسائل الإعلام

### مجلات القراصنة
أبرز المنشورات المطبوعة الموجه إلى مجالات القرصنة هي Phrack, Hakin9 and 2600: The Hacker Quarterly. على الرغم من أن المعلومات الواردة في المجلات الإلكترونية وezines كانت غالبًا ما تكون قديمة وقت نشرها، إلا أنها قد عززت سمعة المساهمين عن طريق توثيق نجاحاتهم.

### القرصنة والخيال العلمي
غالبًا ما يُظهر المتسللون اهتمامًا بالأدب والأفلام الخيالية عبر الإنترنت،(سايبربانك). وهو أمر شائع جداً بأن يكون هناك اعتماد على أسماء مستعارة وهمية، والرموز والقيم والاستعارات من هذه الأعمال.

### كتب
تحظى روايات «ويليام جيبسون» السيبرانية - وخاصة ثلاثية السرايول - بشعبية كبيرة بين المتسللين. بعض من الكتب المشهورة يمكن الإشارة عليها هنا:
- Helba من سلسلة المانجا.
- ميرلين أوف آمبر، بطل السلسلة الثانية في The Chronicles of Amber لـ Roger Zelazny، هو أمير شاب من المتسللين الخالدين ولديه القدرة على اجتياز أبعاد الظل.
- ليسبث سالاندر في فيلم The Girl with the Dragon Tattoo من ستيج لارسون.
- أليس من منصة مذكرة السماء.
- لعبة إندر من Orson Scott Card
- عبقرية الشر من قبل كاثرين جينكس.
- قراصنة (مختارات) لجاك دان وجاردنر دوزوا.
- الأخ الصغير بواسطة كوري دكتورو.
- العصبي عن طريق ويليام جيبسون.
- تحطم الثلج من نيل ستيفنسون.

### أفلام
- Antitrust
- بلاك هات
- Cypher
- إيجل آي
- Enemy of the State  [لغات أخرى]‏
- جدار حماية
- الفتاة ذات وشم التنين
- قراصنة
- موت قاسي 4
- الماتريكس
- الشبكة
- الشبكة 2.0
- قراصنة وادي السيليكون
- سكايفول
- أحذية رياضية
- سمكة السيف
- Take Down  [لغات أخرى]‏
- Tron
- ترون: الإرث
- لا يمكن تعقبها
- مناورات
- علم عجيب (فيلم)
- السلطة الخامسة
- من أنا- لا نظام آمن

### كتب (غير خيالية)
- فن الخداع بواسطة كيفن ميتنيك.
- فن التسلل من قبل كيفن ميتنيك.
- بيضة الوقواق من كليفورد ستول.
- Ghost in the Wires: My Adventures as the Most Wanted Hacker by Kevin Mitnick
- حملة القراصنة بروس ستيرلنج.
- The Hacker's Handbook by Hugo Cornwall (بيتر سومر).
- القرصنة: فن الاستغلال الطبعة الثانية من قبل جون إريكسون.
- خارج الدائرة الداخلية بقلم بيل لاندريث وهوارد راينجولد.
- تحت الأرض من قبل Suelette Dreyfus